# Rhyothemis braganza
Rhyothemis braganza là loài chuồn chuồn trong họ Libellulidae. Loài này được Karsch mô tả khoa học đầu tiên năm 1890.